# ماتسودایرا یاسوتو
ماتسودایرا یاسوتو (به ژاپنی: 松平 康任 Matsudaira Yasutō)؛ ۱۷۷۹ – ۷ سپتامبر ۱۸۴۱) سیاستمدار و روجو در دوره ادو اهل ژاپن بود.